# Цыбенко, Джордж
Джордж Цибенко (англ. George Cybenko) — американский математик, профессор инженерии Дартмутского колледжа и сотрудник IEEE.
Получил степень бакалавра в области математики в Университете Торонто и докторскую степень в Принстоне в области прикладной математики, электротехники и вычислительной техники (1978).
Работал советником по науке Совета обороны на других государственных должностях, был учредительным редактором журнала IEEE Security & Privacy. Научные интересы: системы управления и обработки сигналов, информационная безопасность и защита информации.
Известен благодаря доказательству универсальной теоремы аппроксимации для искусственных нейронных сетей с сигмовидной функцией активации (1989), известной как теорема Цыбенко.